# Espacio de Mackey
En matemáticas, particularmente en análisis funcional, un espacio de Mackey es un espacio localmente convexo X tal que la topología de X coincide con la topología de Mackey τ(X,X′), la topología más fina que aún conserva el espacio dual. Llevan el nombre del matemático estadounidense George Mackey (1916-2006).

## Ejemplos
Ejemplos de espacios localmente convexos que son espacios de Mackey incluyen:
- Todos los espacios barrilados[1], y más generalmente, todos los espacios infrabarrilados.[2]
  - Por lo tanto, en particular todos los espacios bornológicos[1] y los espacios reflexivos.
- Todos los espacios metrizables.[1]
  - En particular, todos los espacios de Fréchet, incluidos todos los espacios de Banach y específicamente los espacios de Hilbert, son espacios de Mackey.
- El producto, la suma directa localmente convexa y el límite inductivo de una familia de espacios de Mackey también son un espacio de Mackey.[3]

## Propiedades
- Un espacio localmente convexo {\displaystyle X} con {\displaystyle X'} dual continuo es un espacio de Mackey si y solo si cada subconjunto convexo y {\displaystyle \sigma (X',X)} relativamente compacto de {\displaystyle X'} es equicontinuo.
- La completación de un espacio de Mackey es nuevamente un espacio de Mackey.[4]
- Un cociente separado de un espacio de Mackey es nuevamente un espacio de Mackey.
- Un espacio de Mackey no necesita ser separable, completo, cuasi barrilado ni {\displaystyle \sigma } cuasi barrilado.